# 考德威尔堂区 (路易斯安那州)
考德威爾堂區（英語：Caldwell Parish）是位於美國路易斯安那州北部的一個縣。面積1,400平方公里。根據美國2000年人口普查，共有人口10,560人。治所哥倫比亞 (Columbia)。
成立於1838年3月6日。堂區名紀念當地同名的家族。